# Anneberg, Bälinge
Anneberg är ett torp på Oxsätra bys ägor i Bälinge socken i Uppland. Namnet är främst förknippat med den boplats från trattbägarkulturen som är belägen på platsen och vilken undersöktes av Ann Segerberg 1983-1985. Boplatsen som idag är belägen 45,5—43 meter över havet låg vid kusten då den användes runt 3 200 f.kr.
Boplatsen uppmärksammades första gången våren 1922, då fyra stenyxor inkom till Uppsala universitets museum för nordiska fornsaker.  1923 besiktigades platsen av Gunnar Ekholm, som då kunde konstatera ett 20 centimeter djupt kulturlager innehållande flint- och kvartsavslag samt bitar av lerklining. Det antogs fram till undersökningarna på 1980-talet att boplatsen var en boplats från den Gropkeramiska kulturen.
Undersökningarna vid Anneberg gav rikligt med fynd. Med 15 pilspetsar, en spjutspets, två knipar, en skafthålsyxa och tre sågade förarbeten är Anneberg den stenålderslokal i Mälardalen som gett flest fynd i skiffer. Dessutom förekommer 14 500 bitar slagen kvarts och 1 800 stycken slagen kvart samt några yxor i bergart, främst tunnackiga yxor men även en mångkantig stridsyxa.
Benmaterialet omfattar 102 500 identifierade brända och obrända ben. Av dessa kommer 74 500 från fisk, 27 500 från däggdjur, 500 från fågel och åtta från människa. Bland fiskbenen är abborre vanligast, följd av gädda, karpfisk och sik. Bland däggdjursbenen dominerar säl och därefter nötkreatur, svin och hare. I keramiken har man även påträffat avtryck av sädeskorn.